# Gladys Zender
Gladys Rosa Zender Meier (Loreto, 19 ottobre 1939) è una modella peruviana, incoronata Miss Universo 1957.

## Carriera
Di origini svizzere, Gladys Zender fu incoronata Miss Universo il 19 luglio 1957 all'età di appena diciassette anni. È stata la prima donna peruviana ad ottenere il titolo, e più in generale la prima latinoamericana ad ottenerlo.
In precedenza era stata eletta anche Miss Perù, ma il titolo internazionale donò alla giovane detentrice del titolo una popolarità immensa nel proprio paese, al punto di essere il soggetto della prima copertina a colori della rivista Caretas, una delle più celebri testate peruviane. Le fu persino dedicato un brano musicale Polka a Gladys Zender di Alicia Maguiña, in seguito registrato anche dal gruppo Los Troveros Criollos con il titolo La más hermosa.
La Zender ha sposato Antonio Meier nel 1965, ed ha avuto quattro figli, uno dei quali Christian Meier è un attore e cantante, molto conosciuto in America Latina.